# 长来镇
长来镇，是中华人民共和国广东省韶关市乐昌市下辖的一个乡镇级行政单位。

## 行政区划
长来镇下辖以下地区：
长来街社区、长来村、昌山村、和村、东边村、金竹山村、灵口村、大赛村、安口村、上坪村、水口村、前溪村和罗村。

## 交通
- 京广铁路：安口站